# 葉室光定
葉室 光定 （はむろ みつさだ）は、鎌倉時代後期の公卿。参議・葉室定藤の子。官位は正四位下・参議。

## 官歴
『公卿補任』による
- 建治3年（1277年） 正月5日：叙爵（従五位下）
- 弘安6年（1283年） 正月5日：従五位上
- 弘安8年（1285年） 3月1日：正五位下
- 正応2年（1289年） 12月22日：備後守
- 正応3年（1290年） 7月21日：止守
- 永仁5年（1297年） 7月22日：治部少輔、蔵人
- 正安2年（1300年） 正月22日：正五位上。4月7日：権左少弁。5月29日：止蔵人。12月5日：従四位下
- 正安3年（1301年） 4月5日：権右中弁
- 乾元元年（1302年） 3月23日：右中弁。4月17日：右宮城使。12月14日：従四位上
- 嘉元元年（1303年） 正月28日：左中弁。2月6日：左宮城使。7月5日：正四位下、蔵人頭。8月28日：遷治部卿、去弁。12月30日：参議
- 嘉元2年（1304年） 3月7日：兼周防権守
- 嘉元3年（1305年） 正月22日：兼治部卿。7月3日：薨去（享年32）

## 系譜
- 父：葉室定藤[1]
- 母：平時親の娘[2]
- 生母不明の子女
  - 男子：葉室光顕[1]（1297?-1335）